# Stenamma foveolocephalum
Stenamma foveolocephalum is een mierensoort uit de onderfamilie van de Myrmicinae. De wetenschappelijke naam van de soort is voor het eerst geldig gepubliceerd in 1930 door Smith, M.R..